# Lobizon humilis
Lobizon humilis là một loài nhện trong họ Lycosidae.
Loài này thuộc chi Lobizon. Lobizon humilis được Cândido Firmino de Mello-Leitão miêu tả năm 1944.